# 畠山愛理
畠山 愛理（はたけやま あいり、1994年8月16日 - ）は、東京都出身の日本の元新体操選手。血液型O型。ロンドンオリンピック（2012）、リオデジャネイロオリンピック新体操団体日本代表。株式会社スポーツバックス所属。
本名は鈴木 愛理（すずき あいり、後述）。大原学園高等学校を経て日本女子体育大学体育学部卒業。夫はシカゴ・カブスの鈴木誠也。

## 人物
- 好きな手具はフープ。イベントやテレビではリボンを紹介して手具操作をするが、実際は1番苦手な手具であると語っている。
- 好きな言葉は「自分らしく背伸びせず」[6]。
- 右利き。
- 現役時代から腰椎分離症、すべり症を患っており、生活や仕事に支障をきたす事がある[7]。
- フェアリージャパン時代、試合前にする事としてルルベ（つま先立ち）をしながら円陣を組み、最後に両隣のメンバーのお尻を叩きあい、気合を入れて試合に挑んでいた。試合中は痛みを感じないが、競技が終わり宿舎に帰り入浴前などに鏡で確認すると手跡が付くくらい強く叩いていた。
- 試合の前日はいつも緊張して寝てる間に強く歯を食いしばり、翌朝、口の中に血まめが出来ていたが[8]、試合の直前にフロアに立つと全く緊張しなかった。
- 現役引退当初は新体操以外のスポーツ競技のルールが分からなかったこともあり、手書きのノートにルールを記入し覚えている。
- 親しい友人にはともに同じ1994年度生まれの、バドミントンの奥原希望やスピードスケートの髙木美帆がいる[9]。
- 好きな食べ物はラーメン、ネギ。特にネギはラーメン屋などに行った際、トッピングで大量に注文し、サラダ感覚で食べる[10]。
- 同い年の歌手・鈴木愛理（元℃-ute）と親交があり、畠山の結婚によって本名が鈴木愛理になったことにより偶然にも同姓同名となった[11][12]。

## 経歴
- 2000年、6歳の時に手具のリボンの美しさに憧れ新体操を始める。当時は体が硬く、開脚は90度かつ前屈は手が足に届かないくらいだったが1年かけて180度まで開脚出来るようになった。
- 2006年、12歳の時に全国大会で6位入賞。小学校の卒業文集には「五輪に出場する」と記載[13]。
- 2009年、学校の保健室に行った時、保健室の先生に「新体操が嫌いになり、辛いし辞めたい。大会出場したくない」と相談。先生は「新体操を辞める事は止めないけど、新体操が好きな気持ちを取り戻し、新体操愛を持った状態で辞めるなら辞めな。大会は自分の為に楽しんで踊って来な」と進言された。[14]
- 2009年12月、中学3年生の時にフェアリージャパンオーディションに合格。新体操日本ナショナル選抜団体チーム入り。オーディション合格からわずか3日後にはロシア合宿に参加。
- 2010年〜2011年世界新体操選手権代表（団体）。2012年ロンドンオリンピック代表に選ばれる（新体操団体）
- 2013年、フェアリージャパンの主将（キャプテン）になる。（2014年秋まで。以降の主将は杉本早裕吏が務めている）[15][16]
- 2013年、 リクルートの関連会社ブライダル総研が開催した「第1回ベストエンゲージメント2013」でプロジェクト推薦部門（フレンド部門）フェアリージャパンメンバーとして受賞[17]。
- 2015年、世界新体操リボン5で日本にとって40年ぶりとなる銅メダル獲得[18]。
  - 同年、ミス日本コンテストにおいて著名女性に対して贈呈する特別表彰の「和田静郎特別顕彰ミス日本」[19][注 1] の第1号が贈られた。
- 2016年リオデジャネイロオリンピック代表に選ばれ（新体操団体。2大会連続）、団体8位入賞。オリンピック終了後に現役引退を表明した。
- 2016年、日本学生支援機構主催、優秀学生顕彰スポーツ分野で大賞を受賞する[20][21]。
- 2017年、スポーツ選手の芸能活動のマネジメント事務所「（株）スポーツバックス」に入社。スポーツコメンテーター・モデルなどの活動を本格的に始め、次世代の育成や普及にも積極的に取り組む考えを示した[22]。
- 2017年11月29日、第46回ベストドレッサー賞（スポーツ部門）を受賞[23]。
- 2019年6月15日、札幌ドームで開催された日本生命セパ交流戦2019、北海道日本ハムファイターズ対読売ジャイアンツ戦の始球式を務めた。
- 2019年7月、フェアリージャパン アンバサダーに就任[24]。
- 2019年8月17日に広島東洋カープ外野手の鈴木誠也と入籍し、12月3日にアメリカ合衆国・ハワイ州に於いて結婚式を執り行った[25]。
- 2021年6月、大同生命保険の「健康経営アンバサダー」に就任[26]。
- 2022年9月に第1子を妊娠中であることが判明した[27]。同月27日、第1子男児の誕生が公表される[28]。

## 試合

### 個人競技成績
- 2009年 第27回全日本ジュニア新体操選手権大会個人総合8位
  - ロープ19.050点、フープ19.825点、ボール19.825点、クラブ18.500点[29]
- 2009年10月 - 第62回全日本新体操選手権大会個人総合29位
  - ロープ19.275点、フープ19.675点、ボール19.025点、リボン17.850点[29]

### 新体操日本代表メンバーとしての競技成績
- 新体操日本ナショナル選抜団体チームとして
- 2010年 サンクトペテルブルク新体操国際 団体総合3位 種目別決勝フープ3位 リボンロープ3位
- 2010年 イタリア新体操国際 団体総合10位 種目別決勝リボンロープ4位
- 2010年 世界新体操選手権モスクワ大会 団体総合6位 種目別決勝フープ6位 リボンロープ6位
- 2011年 エストニア新体操国際（Miss Valentine） 種目別決勝ボール4位 リボンフープ3位
- 2011年 モスクワグランプリ新体操国際 団体総合3位 種目別決勝ボール3位 リボンフープ2位
- 2011年 W杯イタリア新体操国際 団体総合8位 種目別決勝 リボンフープ8位
- 2011年 W杯ウズベキスタン国際 団体総合優勝 種目別決勝ボール優勝 リボンフープ優勝
- 2011年 世界新体操選手権フランス大会 団体総合5位 種目別決勝ボール5位 リボンフープ7位
- 2012年 モスクワグランプリ新体操国際 団体総合2位 種目別決勝ボール2位 リボンフープ2位
- 2012年 ティエグランプリ新体操国際 団体総合6位 種目別決勝ボール6位
- 2012年 W杯イタリア新体操国際 団体総合10位 種目別決勝ボール5位
- 2012年 W杯ロシア新体操国際 団体総合2位 種目別決勝ボール2位 リボンフープ2位
- 2012年 ロンドンオリンピック 新体操団体決勝 7位[30]
- 2016年 リオオリンピック新体操団体決勝8位（この試合を最後に引退）

## 出演

### 新聞、雑誌、パンフレット
※事務所に所属してからの出演のみ記載する。
- 2017年5月30日、日本女子体育大学で新体操を指導している石崎朔子の書籍「技術と表現を磨く！魅せる新体操 上達のポイント50」競技モデルとして出演[31][32]。
- 2017年9月16日、「GREEN GORA vol7」（幻冬舎）ゴルフウエアモデルとして出演[33]。
- 2018年 - 日経ビジネスアソシエ4月、5月号[34]

### 写真集
- CONFESSION（2018年11月7日、講談社、撮影：薮田修身）ISBN 978-4065134399

### CM
- 2017年 株式会社カーフロンティアが運営するカー用品サイトTIREHOOD[35]
- 2018年1月 - アシックス「土屋太鳳×ASICS HELLO ME 第6話」
  - YouTubeでのみ公開されているネットCM
- 2018年1月 - グンゼ「SABRINA（サブリナ）」
  - グンゼが発売した美脚ストッキング[36]
- 2018年7月 - マネースクエア [37]
- 2018年10月 - ハグ・オザワ
  - メガネブランド「EYEs CLOUD」イメージキャラクター[38]
- 2019年2月 - 東京都 「気をつけよう！日常生活事故」[39]
- 2019年5月 - 伊東市 「神業連発！熱闘まくら投げ！」[40]
- 2021年4月 - 明治「ザバス for Woman MILK PROTEIN」[41]

### テレビ
- 2017年12月 NHK「サンデースポーツ」マンスリーキャスター[42]
- NHK 「サンデースポーツ2020」リポーター[43]（2018年4月1日〜2020年9月27日）
- BSジャパン「バカリズムの30分ワンカット紀行」アシスタント（2018年4月7日〜[44]）
- ライオンのグータッチ（フジテレビ）グータッチサポーター

### ネット媒体
- PLSTmagazine「畠山愛理の#彼女とデートなうに使っていいよ」（2017年11月〜）

アパレルメーカー「PLST（プラステ）」が運営するネットサイトの連載記事。

### 舞台
- 2019年11月 - カルミナ・ブラーナ[50]
  - 当初、2020年3月開催予定の大阪公演（南海波切ホール）も出演の予定だったが、腰椎分離症、すべり症の悪化の為降板。代役はフェアリージャパン 元メンバーの国井麻緒[51]

### イベント（抜粋）

#### 2017年
| イベント名                                                          | 開催日   | 内容 |
| ------------------------------------------------------------------- | -------- | --- |
| オリンピック・パラリンピックフラッグツアー                          | 6月2日   | 中野区役所で行われたイベントにケンドーコバヤシと出演。 - 手具のロープはどんなものか？と聞かれ「縄跳びのなわバージョン」と回答し、MCが困惑した。 - 手具のリボンを披露し、ケンドーコバヤシにも体験させた。 - 「ルールがしっかりわかってなくても楽しめます。感動だけでなく、サーカスみたいな面白さもあるので、一度見たら好きになってもらえると思います」と新体操の楽しさをアピール |
| 第10回味の素スタジアム感謝デー                                      | 6月3日   | トークショーやスポーツ体験イベントに 堀田茜、競泳選手立石諒と出演。 - ティーバッティングを体験したがバットにボールが当たらなかった。 |
| 日本元気プロジェクト2017 SUPER ENERGY!! Produced by KANSAI YAMAMOTO | 6月10日  | 六本木ヒルズアリーナで山本寛斎 演出のメインのイベントに出演 「津軽三味線はなわちえ編」に黒の着物を着たダンサーの一員として出演。 |
| 体育フェスタ超ドSPO                                                 | 10月14日 | 静岡で行われたスポーツイベント。新体操講師、トークショーイベントに出演。 - このイベントに向かう為に新幹線に乗ったが、出発時間しか確認していなかった為、たまたま乗車駅を同時刻に発車する逆方向の列車に乗ってしまい、イベントに遅刻した。（2017年11月5日放送ヤングタウン日曜日）                                                                                                  |

### BBM
- BBMリアルヴィーナス（ベースボールマガジン社）2012年 - 2015年[60]

フジテレビ「すぽると!」とコラボし、トレーディングカードとして発売。
1年間ごとにアスリート1人あたり3枚でコンプリートとなっている。
- BBM 体操NIPPONカードセット 2016 〜perfection〜 Autographed Edition（トレーディングカード）
- BBM女子アスリートカードシャイニングヴィーナス2017（ベースボール・マガジン社）2017年1月発売[61]
- BBM女子アスリートカードシャイニングヴィーナス2018（ベースボール・マガジン社）2018年1月発売

## 受賞
ファッション関連
- ベストドレッサー賞 （スポーツ部門：2017年）[62]